# 波莉娜·達許可娃
波莉娜·達許可娃（俄語：Полина Дашкова，羅馬化：Polina Dashkova，1960年7月14日—）是俄羅斯的一名女性記者和犯罪小說作家，其作品的總發行量超過25萬本。她畢業於高爾基文學院，1970年代開始寫詩，1996年出版了第一本犯罪小說，其後推出了《金沙》、《廣播時間》及《厄夜蘭花》等多本小說。現時她與作為紀錄片導演的丈夫和兩個女兒住在莫斯科。